# Manaslu
Manaslu (tiếng Nepal: मनास्लु), còn được gọi là Kutang) là ngọn núi cao thứ tám trên thế giới với độ cao 8.163 m (26.781 ft) trên mực nước biển. Nó nằm trong Mansiri Himal, một phần của dãy Himalaya Nepal, ở phía tây-trung bộ của Nepal. Tên của nó, có nghĩa là "Núi của Trời", bắt nguồn từ tiếng Phạn Manasa, có nghĩa là "trí tuệ" hay "linh hồn". Manaslu lần đầu tiên có người leo lên vào ngày 9 tháng năm 1956 với người leo là Toshio Imanishi và Gyalzen Norbu, các thành viên của một đoàn thám hiểm của Nhật Bản. Người ta nói rằng "chỉ người Anh xem Everest là núi của họ, Manaslu luôn luôn là một ngọn núi của Nhật Bản".